# Il signore delle anime (Irène Némirovsky)
Il signore delle anime (titolo originale Le maître des âmes) è un romanzo di Irène Némirovsky scritto nel 1939.

## Trama
Il romanzo parla di un giovane medico, Dario Asfar, che vive in miseria in una Francia a lui estranea per la sua origine sovietica e dove la gente lo guarda con diffidenza: insomma vive tutti i problemi socio-economici di un immigrato che cerca di mettere radici in un territorio ostile, avendo a carico una moglie, di nome Clara, ed un figlio, Daniel. L'incontro con un magnate, uomo d'affari, Wanders e con l'eterea moglie di questi, Sylvie, per la quale Dario proverà una profonda devozione, fa crescere nel giovane medico  il desiderio di riscatto sociale e di poter arrivare alla ribalta. Dopo aver fatto abortire l'amante del signor Wanders, Elinor Bennet, Sylvie lascia la casa  e si reca a Parigi ma presto viene denunciata dal marito per abbandono del tetto coniugale (proprio come desiderava Elinor, che riesce in questo modo a farsi sposare dal signor Wanders.
Dario decide a sua volta di trasferirsi a Parigi, con la moglie ed il figlioletto, sotto la celata scusa che lì avrebbe avuto un giro di clientela più vasto e si reca dal suo amico/paziente, Ange Martinelli, che gli concede un prestito di quattromila franchi sentendosi molto in debito con il giovane medico per aver salvato la vita di suo figlio affetto da una brutta polmonite. 
Dario, in questo modo, si reca a Parigi lasciando Nizza. Lì, su consiglio della scaltra Elinor, inizia a curare la gente affetta da "malattie nervose" e sfruttando il suo fascino diventa un medico ricco e affermato. Alla morte di sua moglie Clara sposa Elinor anche lei rimasta vedova.
Il libro ha una conclusione amara, infatti nonostante tutti diano a vedere di stimarlo, egli sa di essere sempre considerato un ciarlatano e un mascalzone: questo marchio, (un po' alla "Mastro Don Gesualdo di Giovanni Verga) lo accompagnerà per tutta la vita.